# Énergie en Thaïlande
L'énergie en Thaïlande est marquée par une forte prédominance des énergies fossiles, dont la majeure partie est importée. Cependant, la production d'énergies renouvelables se développe rapidement.
La consommation d'énergie primaire se répartit en 2018 en 78,6 % d'énergies fossiles : 40,8 % pétrole, 26,1 % gaz naturel, 11,7 % charbon et lignite, et 21,4 % d'énergies renouvelables : 18,9 % biomasse, 1,6 % importations d'hydroélectricité, 0,5 % hydroélectricité nationale, 0,3 % solaire et 0,1 % éolien.
La production d'électricité couvre 16,1 % de la consommation finale d'énergie en 2018 ; elle se répartit en 2021 en 82,5 % d'énergies fossiles (gaz naturel : 62,2 %, charbon et lignite : 19,9 %, pétrole : 0,4 %) et 17,5 % d'énergies renouvelables : biomasse 9,9 %, hydroélectricité 2,6 %, solaire photovoltaïque 2,8 %, éolien 2,0 %.
Les émissions de CO2 liées à l'énergie par habitant étaient en 2018 inférieures de 21 % à la moyenne mondiale.

## Consommation d'énergie primaire
La consommation intérieure d'énergie primaire par habitant de la Thaïlande s'élevait en 2018 à 1,96 tep, supérieure de 4 % à la moyenne mondiale (1,88 tep).
En 2018, la consommation d'énergie primaire de la Thaïlande s'est élevée à 135,81 Mtep, répartie en 78,6 % d'énergies fossiles (pétrole : 40,8 %, gaz naturel : 26,1 %, charbon et lignite : 11,7 %) et 21,4 % d'énergies renouvelables (biomasse : 18,9 %, importations d'hydroélectricité : 1,6 %, hydroélectricité nationale : 0,5 %, solaire et éolien : 0,4 %).

## Pétrole et gaz naturel

La production du pays ne lui a jamais permis d'approcher l'autosuffisance.

Selon l'EIA, les réserves de gaz naturel de la Thaïlande sont en déclin, après un pic en 2006. Les réserves prouvées s'élevaient en décembre 2016 à 7,3 Tcf. La production a connu son pic en 2014 à 1,5 Tcf et a reculé à moins de 1,4 Tcf en 2016. La consommation de gaz naturel atteignait 1,8 Tcf. La différence est importée. Les importations ont commencé en 1999 avec l'inauguration du gazoduc reliant à la Thaïlande le controversé projet Yadana. L'importation de gaz naturel liquéfié a commencé en 2011 avec l'ouverture du terminal de Map Ta Phut, dont le principal fournisseur est le Qatar. Un second terminal est prévu à Rayong vers 2022. 
Concernant le pétrole, la production, toujours selon BP, est de l'ordre de 450 000 b/j (incluant pétrole, condensats et GPL) pour une consommation triple. La production de gaz et de pétrole vient de gisements assez petits, situés en offshore, dans les eaux peu profonde du golfe de Thaïlande. Les réserves sont limitées et le gouvernement anticipe un déclin très rapide de la production au cours de la prochaine décennie, obligeant le pays à recourir à plus d'importations.

## Charbon
La Thaïlande a produit 18,04 Mt de lignite et importé 21,07 Mt de charbon en 2014, et les centrales électriques ont consommé 17,02 Mt de lignite et 8,5 Mt de charbon ; le reste a été consommé par l'industrie.

## Biocarburants
Le gouvernement promeut la production de biodiesel à partir de l'huile de palme en vue de son incorporation au carburant diesel, avec un objectif de production de 5,97 millions de litres/jour en 2021.

## Secteur de l'électricité
L'électricité représente 16,1 % de la consommation finale d'énergie du pays en 2018.
L'Electricity Generating Authority of Thailand (EGAT), entreprise d'État, exploite une grande partie des centrales électriques et gère le réseau national de transport d'électricité. Sa part dans la production était de 45 % en 2014.

### Production d'électricité

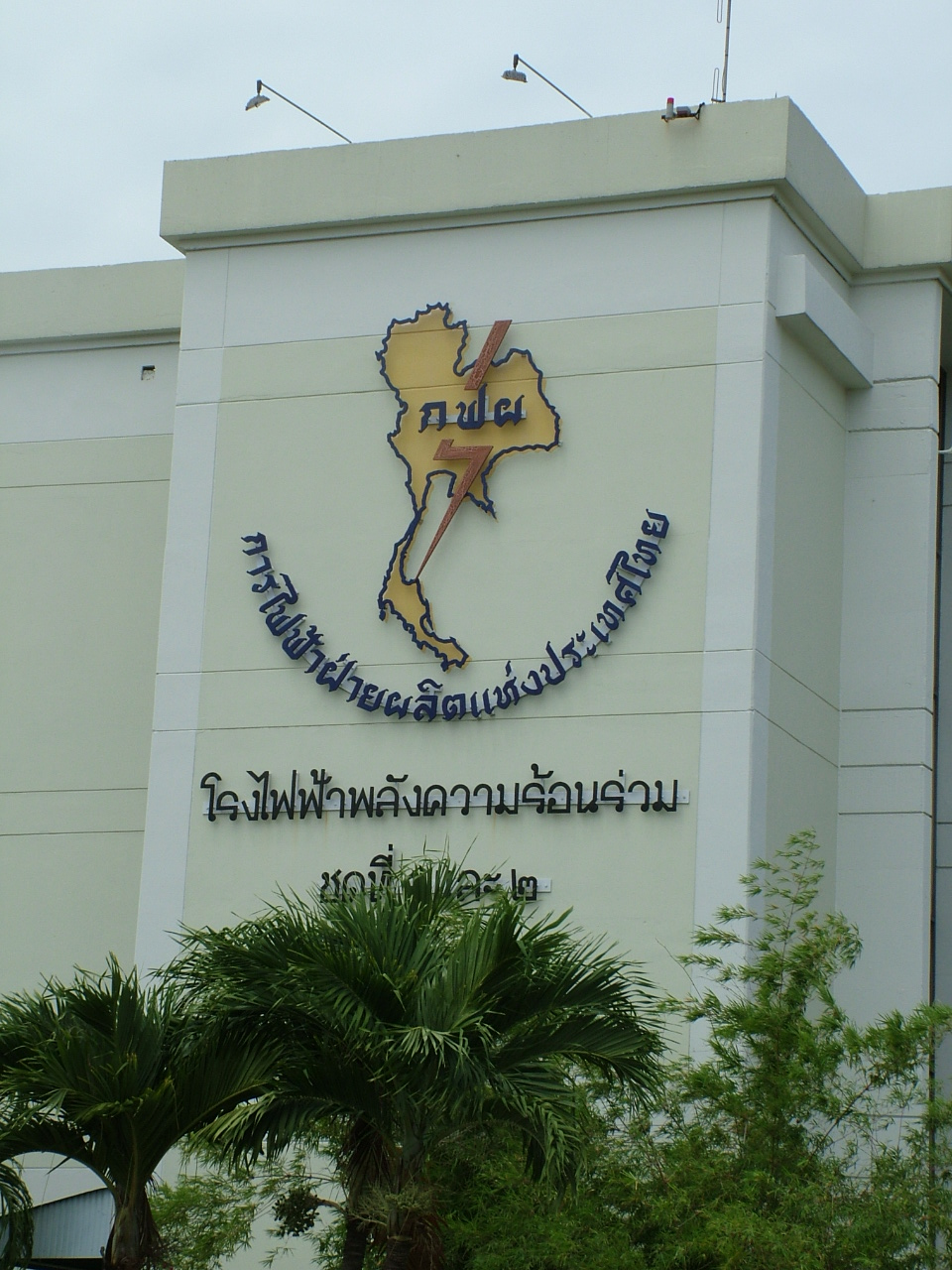
Centrale thermique de Bangpakong en 2010.

La production d'électricité de la Thaïlande s'élevait à 176,9 TWh en 2021, répartie en 82,5 % d'énergies fossiles (gaz naturel : 62,2 %, charbon et lignite : 19,9 %, pétrole : 0,4 %) et 17,5 % d'énergies renouvelables : biomasse 9,9 %, hydroélectricité 2,6 %, solaire photovoltaïque 2,8 %, éolien 2,0 %. La Thaïlande importe 15,1 % de sa consommation brute d'électricité, provenant pour l'essentiel du Laos en vertu de contrats de cofinancement de centrales hydroélectriques.
Le Plan de développement de l'électricité de Thaïlande 2015-2036 (PDP2015) se donne comme objectifs de réduire la dépendance du pays au gaz naturel, accroître la part de la technologie du charbon propre, des importations d'hydroélectricité et de la production d'énergies renouvelables et de préparer des projets de centrales nucléaires. Il prévoit près de 90 TWh d'économies d'électricité ; la puissance installée des énergies renouvelables passerait de 7 490 MW en 2014 à 19 634 MW en 2036 : 6 000 MW de solaire, 3 000 MW d'éolien, 2 906 MW d'hydraulique et 376 MW de petite hydraulique, 500 MW de déchets municipaux, 600 MW de biogaz, 680 MW de déchets agricoles, 5 570 MW de biomasse. La production d'électricité se répartirait en 2036 entre les importations d'hydroélectricité (Laos, Birmanie) : 15-20 % (7 % en 2014), le charbon « propre » (incluant le lignite !) : 20-25 % (20 % en 2014), les renouvelables : 15-20 % (8 % en 2014), le gaz naturel : 30 à 40 % (64 % en 2014) et le nucléaire : 0-5 %.
En 2019, le gouvernement achète les surplus d'huile de palme pour les incinérer dans les centrales thermiques : celle de Bangpakong (province de Chachoengsao) doit en brûler 30 000 tonnes par mois. Au total, la compagnie nationale d'électricité prévoit d'incinérer 160 000 tonnes de surplus.

#### Projets nucléaires
La Thaïlande, comme cinq autres pays de l'ASEAN, a signé des accords de coopération avec le russe Rosatom. L'Electricity Generating Authority of Thailand (EGAT) a aussi révélé des coopérations avec la Chine, le Japon et la Corée du sud sur la technologie de production d'électricité nucléaire ; elle a envoyé 100 spécialistes se former pour des projets de centrales nucléaires. Si tout se déroule comme prévu, environ 5 % de la production d'électricité du pays sera fournie par le nucléaire en 2036. Mais l'opposition au nucléaire reste forte dans l'opinion publique.

#### Énergies renouvelables

##### Hydroélectricité

Barrages hydroélectriques en Thaïlande
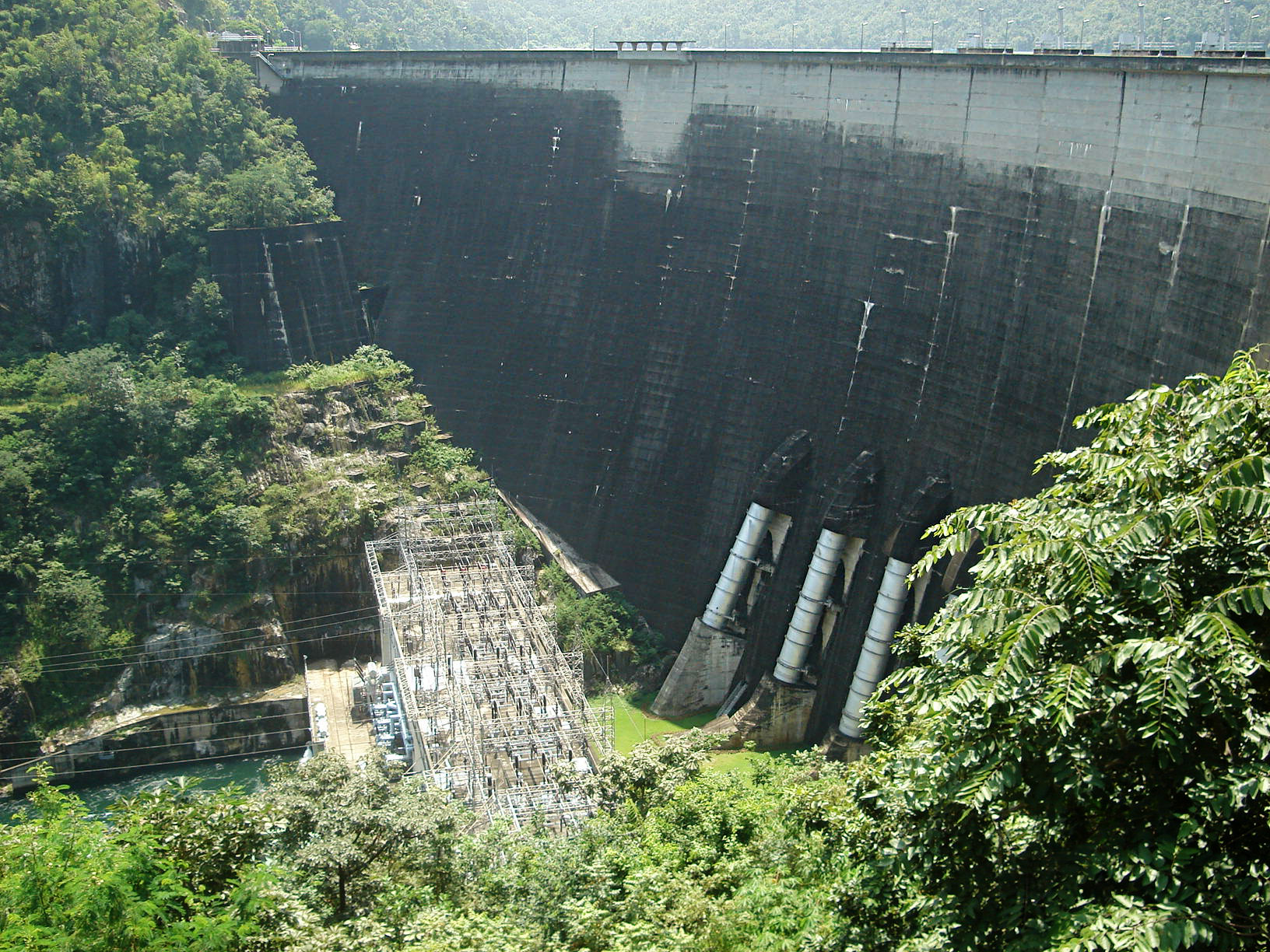
Barrage Bhumibol.
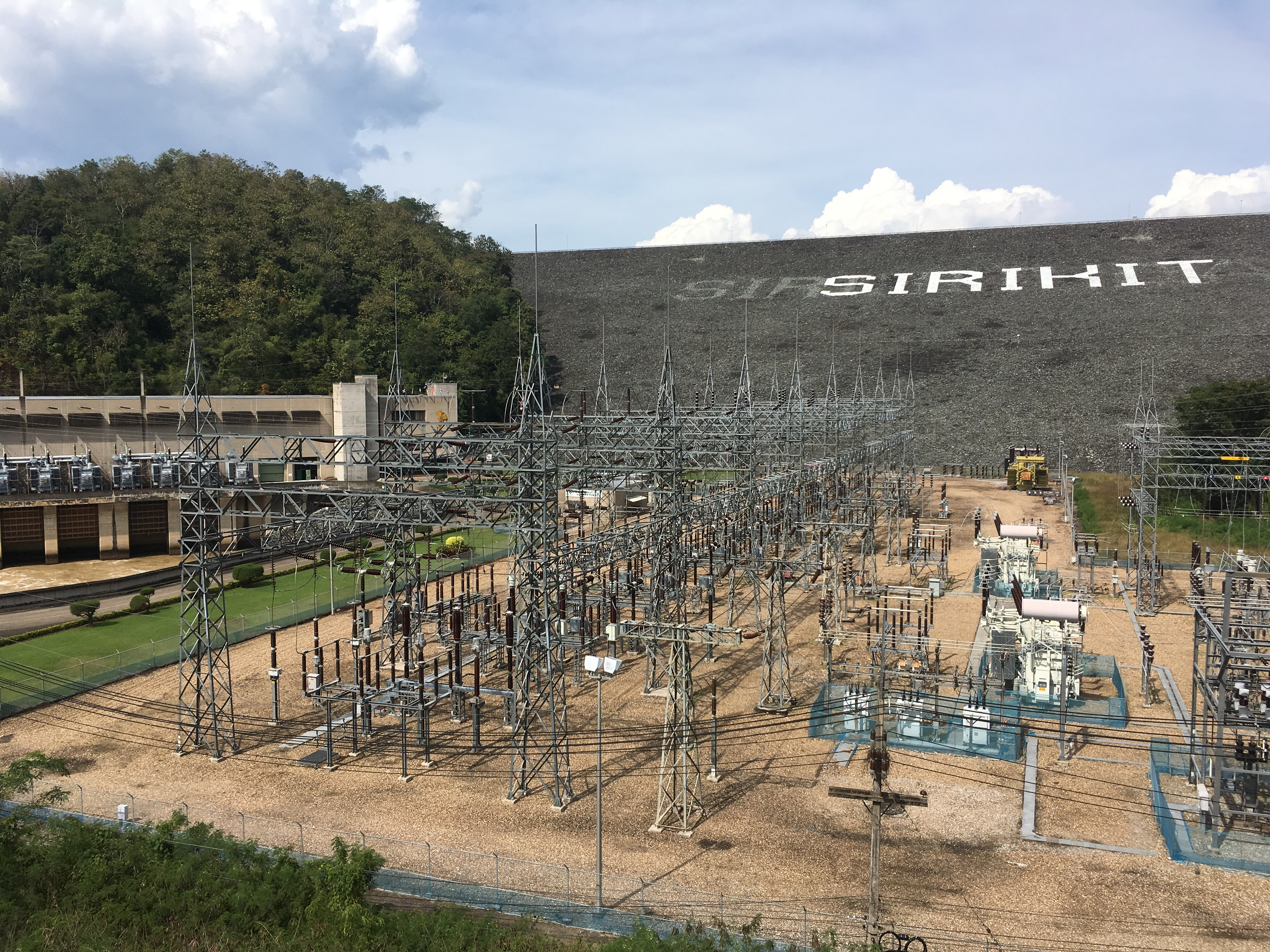
Barrage Sirikit.
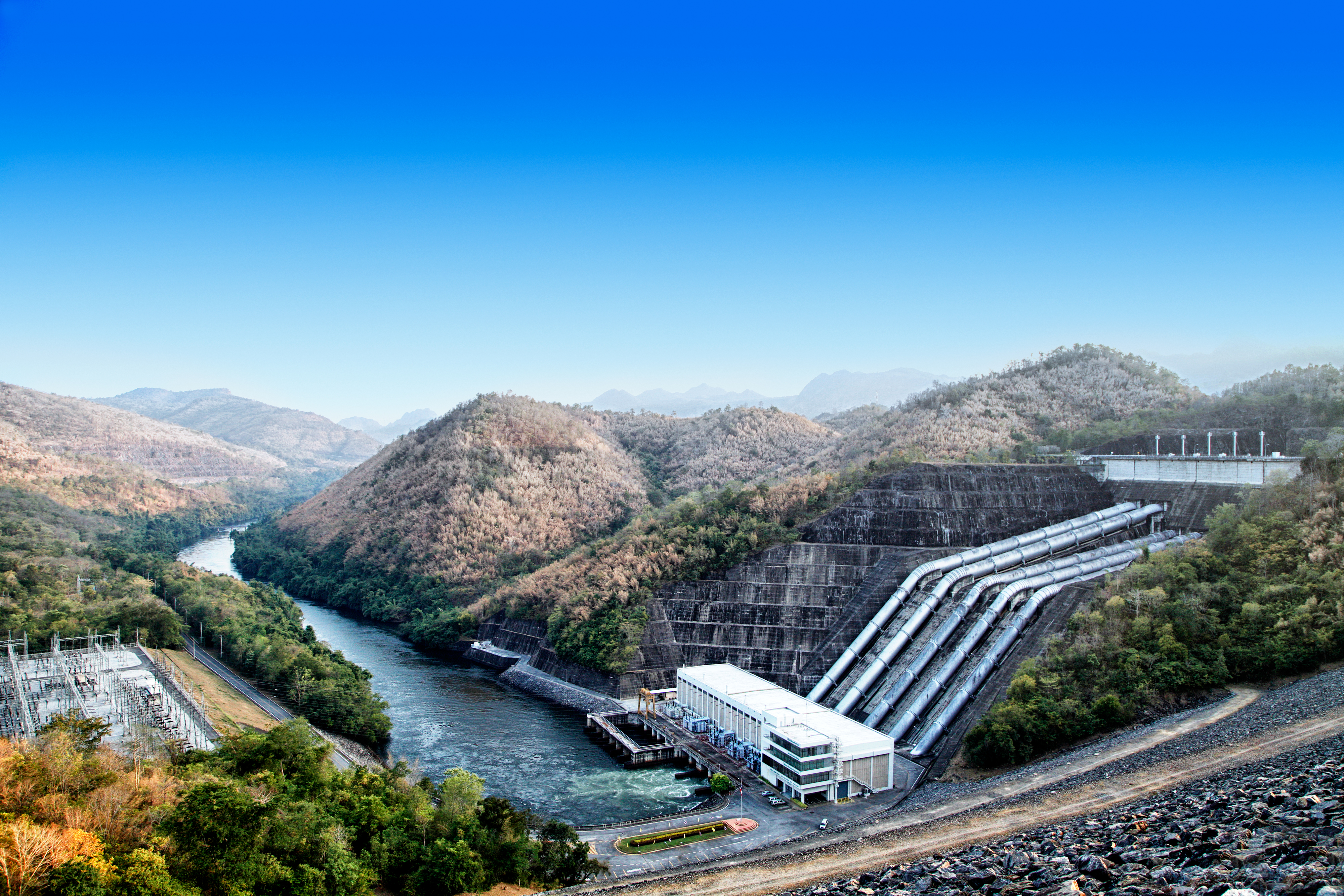
Barrage Srinagarind.
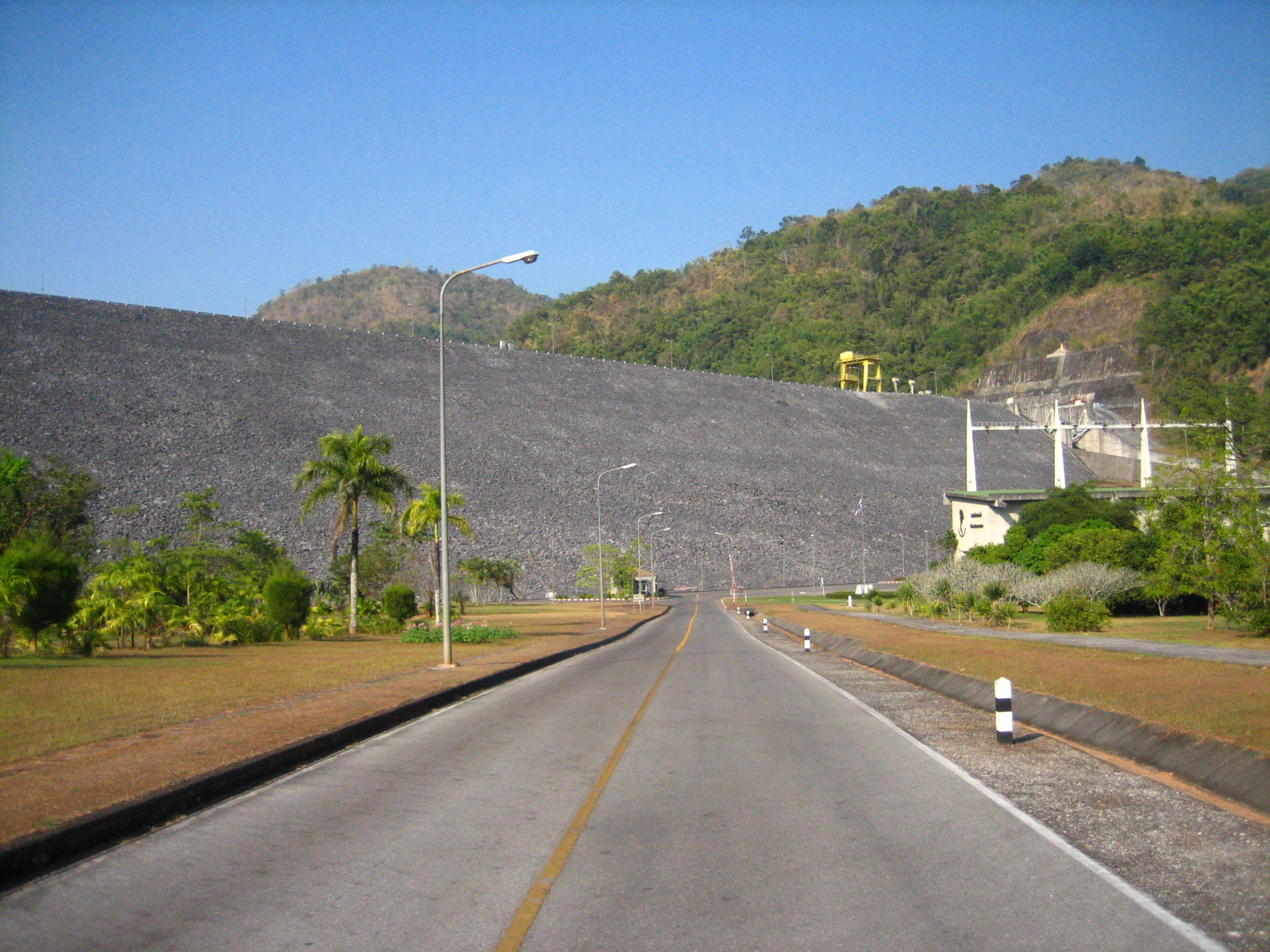
Barrage Vajiralongkorn.

La puissance installée des centrales hydroélectriques en Thaïlande atteignait 4 510 MW fin 2015, dont 1 000 MW de pompage-turbinage ; leur production atteignait 11,68 TWh.
Le barrage Bhumibol (du nom du roi Bhumibol, sur le fleuve Chao Phraya, inauguré en 1964 dans le district de Sam Ngao de la province de Tak, au nord du pays, a une puissance installée de 779 MW, dont 171 MW de pompage.
Le barrage Sirikit (du nom de la reine Sirikit Kitiyakara), inauguré en 1972 sur la rivière Nan dans la province d'Uttaradit, a une puissance de 500 MW.
Le barrage Srinagarind (du nom de la princesse mère Srinagarindra), inauguré en 1980 sur la rivière Kwaï Yai dans la province de Kanchanaburi, a une puissance de 720 MW, dont 180 MW de pompage.
Le barrage Vajiralongkorn (du nom du prince Maha Vajiralongkorn, inauguré en 1986 dans la province de Kanchanaburi, a une puissance de 300 MW.

##### Solaire
| Année | Production (GWh) | Accroissement | Part prod.élec. |
| 2011  | 95               |               | 0,06 %          |
| 2012  | 493              | +419 %        | 0,30 %          |
| 2013  | 1 080            | +119 %        | 0,63 %          |
| 2014  | 1 385            | +28 %         | 0,80 %          |
| 2015  | 2 378            | +72 %         | 1,35 %          |
| 2016  | 3 377            | +42 %         | 1,8 %           |
| 2017  | 4 543            | +35 %         | 2,5 %           |
| 2018  | 4 537            | -0,1 %        | 2,5 %           |
| 2019  | 5 146            | +13,4 %       | 2,7 %           |
| 2020  | 5 031            | -2,2 %        | 2,8 %           |
| 2021  | 5 015            | -0,3 %        | 2,8 %           |

En 2017, la puissance installée solaire photovoltaïque de la Thaïlande s'est accrue de 251 MWc, portant sa puissance cumulée à 1 700 MWc.

##### Éolien
L'Energy Institute estime la puissance installée éolienne de la Thaïlande en 2022 à 1 545 MW, sans changement par rapport à 2021, et sa production d'électricité éolienne à 3,4 TWh, en baisse de 3,2 %.
La puissance installée atteint 1 538 MW en 2020 ; il n'y a eu aucune mise en service en 2020. Une révision du Plan électrique de 2018 a été proposée : elle fixe un objectif de 90 MW par an d'installations éoliennes de 2022 à 2024 ; mais la situation de surcapacité du système thaïlandais ne facilite pas un tel développement.
Le potentiel technique éolien de la Thaïlande est estimé entre 13 et 17 GW. La puissance installée éolienne de la Thaïlande se situe fin 2019 à 1 532 MW, loin derrière la Chine (236 402 MW) et l'Inde (37 506 MW). Cette puissance s'est accrue de 322 MW (+17 %) au cours de l'année 2019, dont les 250 MW du projet Hanuman de Energy Absolute ; elle atteint ainsi la moitié de l'objectif de 3 GW fixé pour 2030 par le gouvernement. Mais la suppression en 2018 du tarif garanti d'injection au réseau et l'obligation pour les nouveaux projets d'être compétitifs par rapport aux sources d'énergies traditionnelles pour obtenir un contrat d'achat à long terme ont résulté en une forte raréfaction des projets.
| Année | Production (GWh) | Accroissement | Part prod.élec. |
| 2011  | 5                |               | 0,003 %         |
| 2012  | 141              | +2720 %       | 0,08 %          |
| 2013  | 305              | +116 %        | 0,18 %          |
| 2014  | 305              | 0 %           | 0,18 %          |
| 2015  | 329              | +8 %          | 0,19 %          |
| 2016  | 345              | +5 %          | 0,18 %          |
| 2017  | 1 109            | +221 %        | 0,61 %          |
| 2018  | 1 641            | +48 %         | 0,90 %          |
| 2019  | 3 670            | +123 %        | 1,92 %          |
| 2020  | 3 219            | -12 %         | 1,80 %          |
| 2021  | 3 552            | +10 %         | 2,01 %          |

Le gouvernement prévoit d'atteindre 3 000 MW en 2036 ; le potentiel éolien terrestre est estimé à 13 GW.
La Thaïlande se situait fin 2016 au 7e rang en Asie pour sa puissance installée éolienne avec 223 MW. Elle n'a réalisé aucune nouvelle installation au cours de l'année 2016.

### Consommation d'électricité
En 2018, la consommation d'électricité par habitant s'élevait à 2 810 kWh en Thaïlande, inférieure de 14 % à la moyenne mondiale : 3 260 kWh.
La consommation d'électricité se répartit en 2020 surtout entre l'industrie (45,3 %), le secteur résidentiel (28,5 %) et le secteur tertiaire (21,9 %).

### Échanges internationaux d'électricité
En 2021, la Thaïlande a importé 33,36 TWh d'électricité et en a exporté 1,97 TWh. Son solde importateur de 31,39 TWh, soit 15,1 % de la consommation brute d'électricité du pays, la classe au 3e rang mondial des importateurs d'électricité, derrière les États-Unis (47,3 TWh) et l'Italie (32,2 TWh).
En 2021, huit centrales électriques laotiennes, d’une capacité de production combinée de 5 420 MW, sont engagées à exporter leur production en Thaïlande, dont sept sont des centrales hydroélectriques (3 947 MW) et une au charbon (1 473 MW). En août 2021, Electricity Generating Authority of Thailand (EGAT), entreprise publique thaïlandaise d’électricité, prévoit d’importer 1 200 MW supplémentaires des centrales hydrauliques du Laos sous un contrat d’achat à long terme, portant le total de ses achats à 10 200 MW.

## Impact environnemental
Les émissions de CO2 liées à l'énergie par habitant étaient en 2018 de 3,47 tonnes, inférieures de 21 % à la moyenne mondiale : 4,42 tonnes.

Énergie en Thaïlande : photos
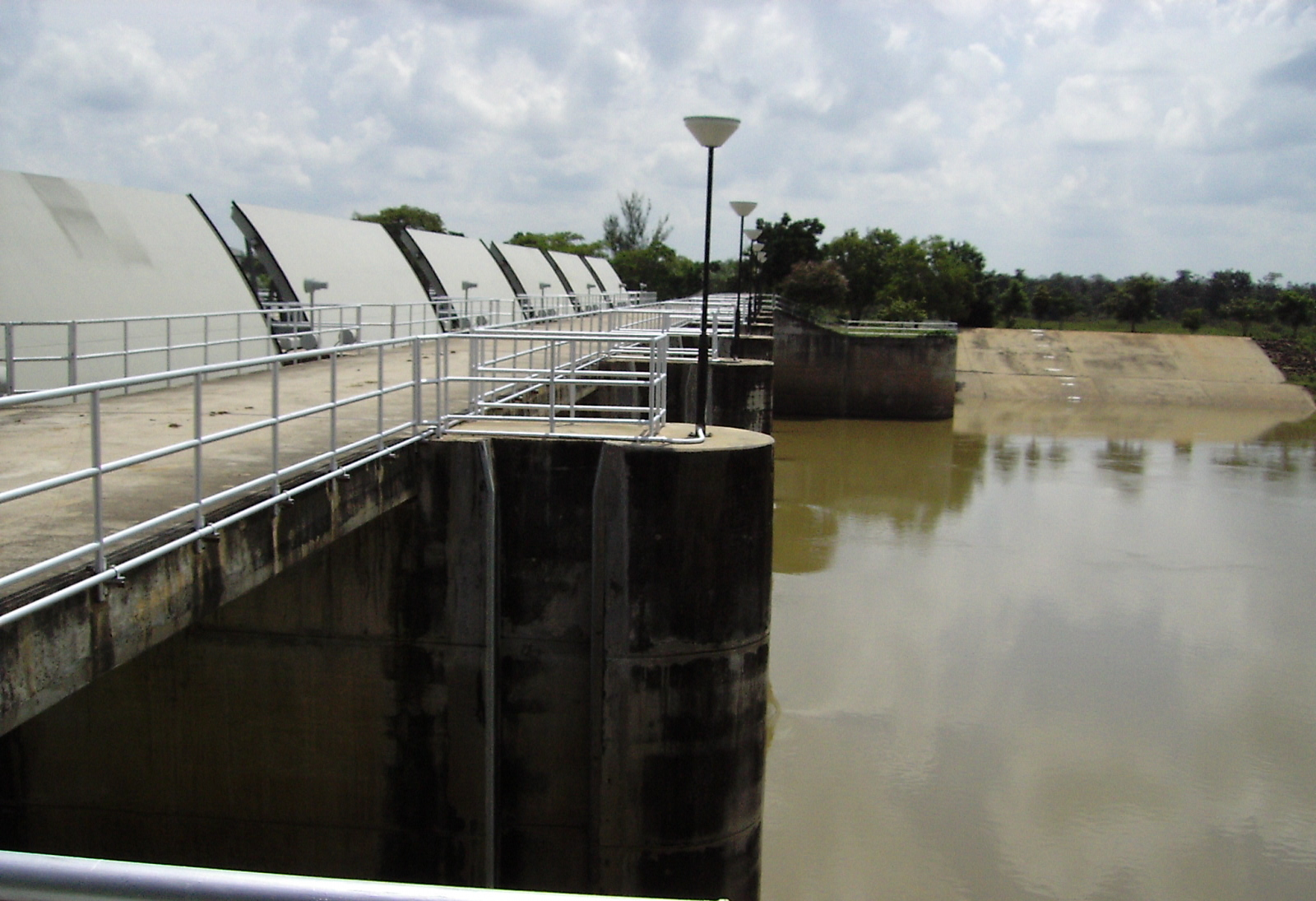
Barrage de Rasi Salai (en) en 2005.
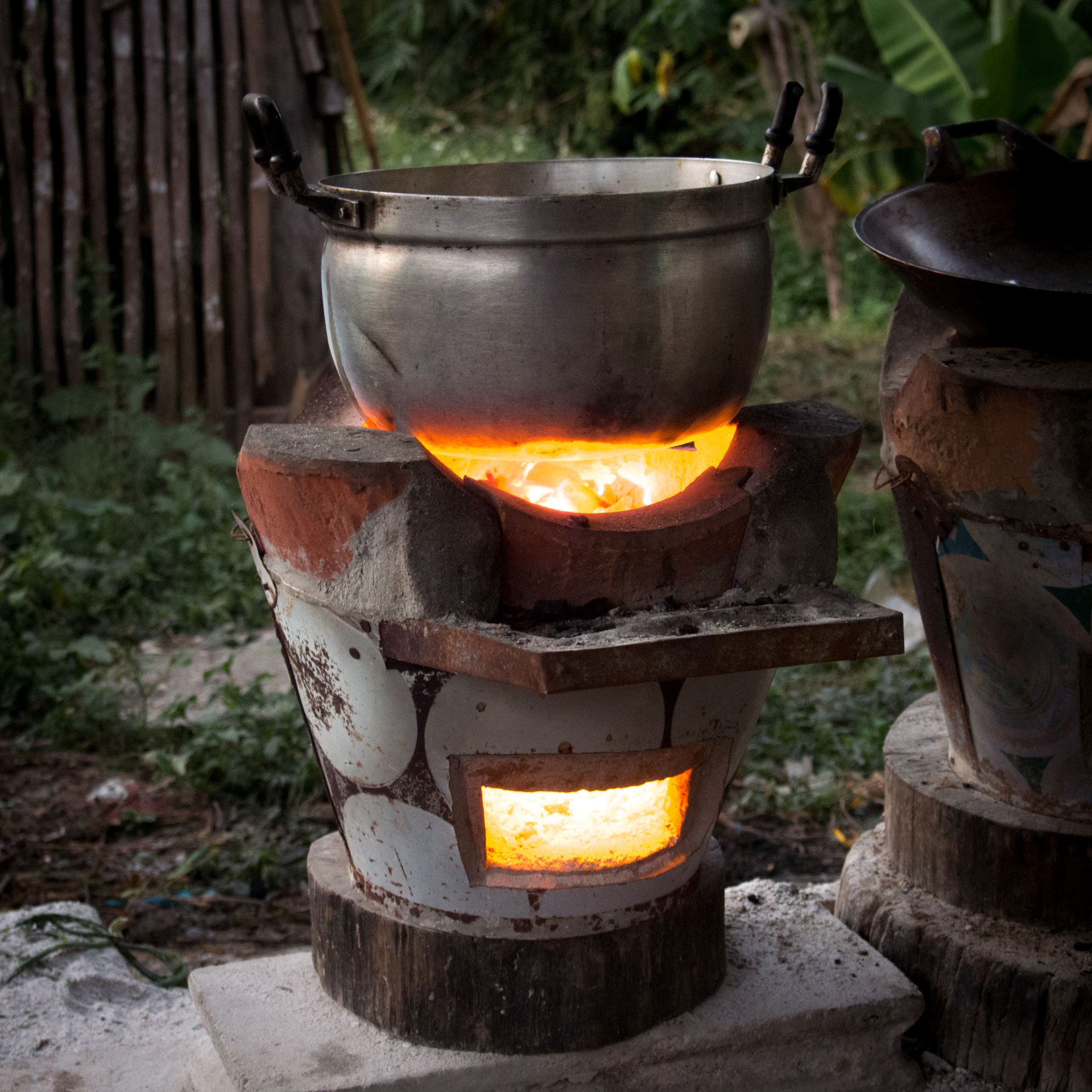
Fourneau à charbon de bois, d'usage encore courant dans les campagnes.
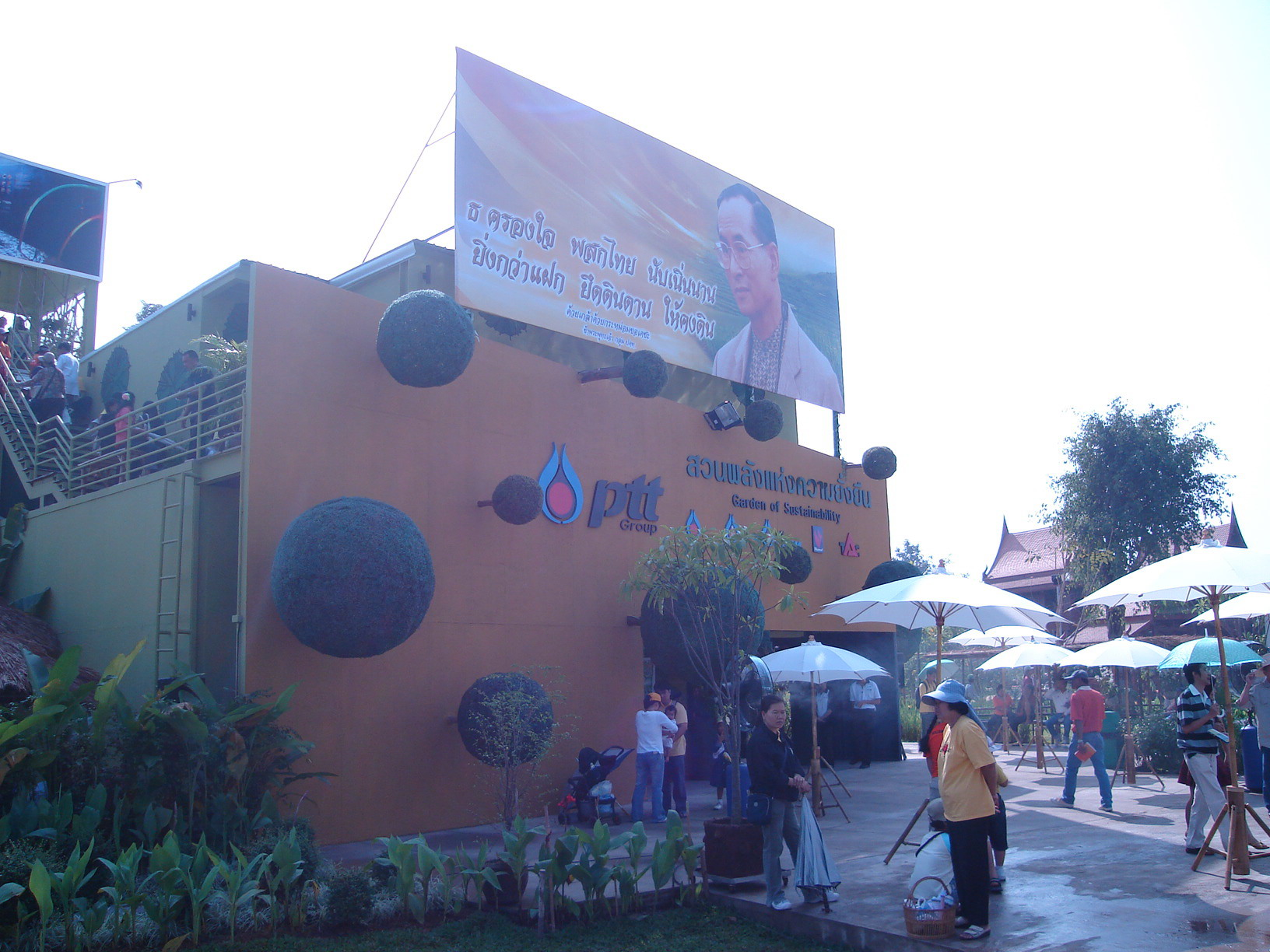
Publicité de la compagnie pétrolière PTT Public Company en 2006.